# Bryum garovaglii
Bryum garovaglii là một loài rêu trong họ Bryaceae. Loài này được De Not. mô tả khoa học đầu tiên năm 1866.